# Saint-Martin-le-Hébert
Saint-Martin-le-Hébert is een plaats en voormalige gemeente in het Franse departement Manche in de regio Normandië en telt 169 inwoners (1999).
Op 1 januari 2016 fuseerde Saint-Martin-le-Hébert met Bricquebec, Les Perques, Quettetot, Le Valdécie en Le Vrétot tot de huidige gemeente Bricquebec-en-Cotentin. Deze gemeente maakt deel uit van het arrondissement Cherbourg.

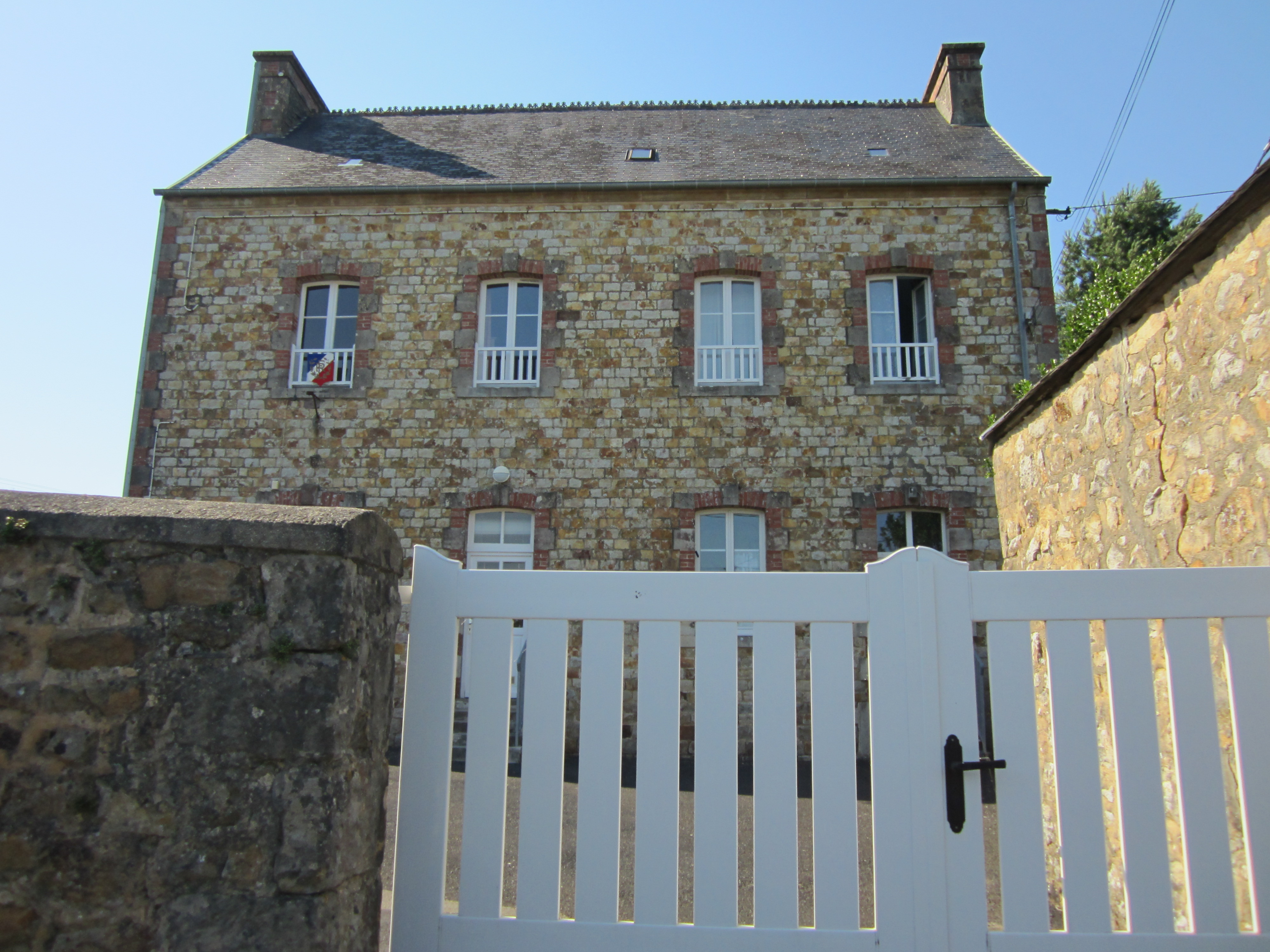
Voormalig gemeentehuis
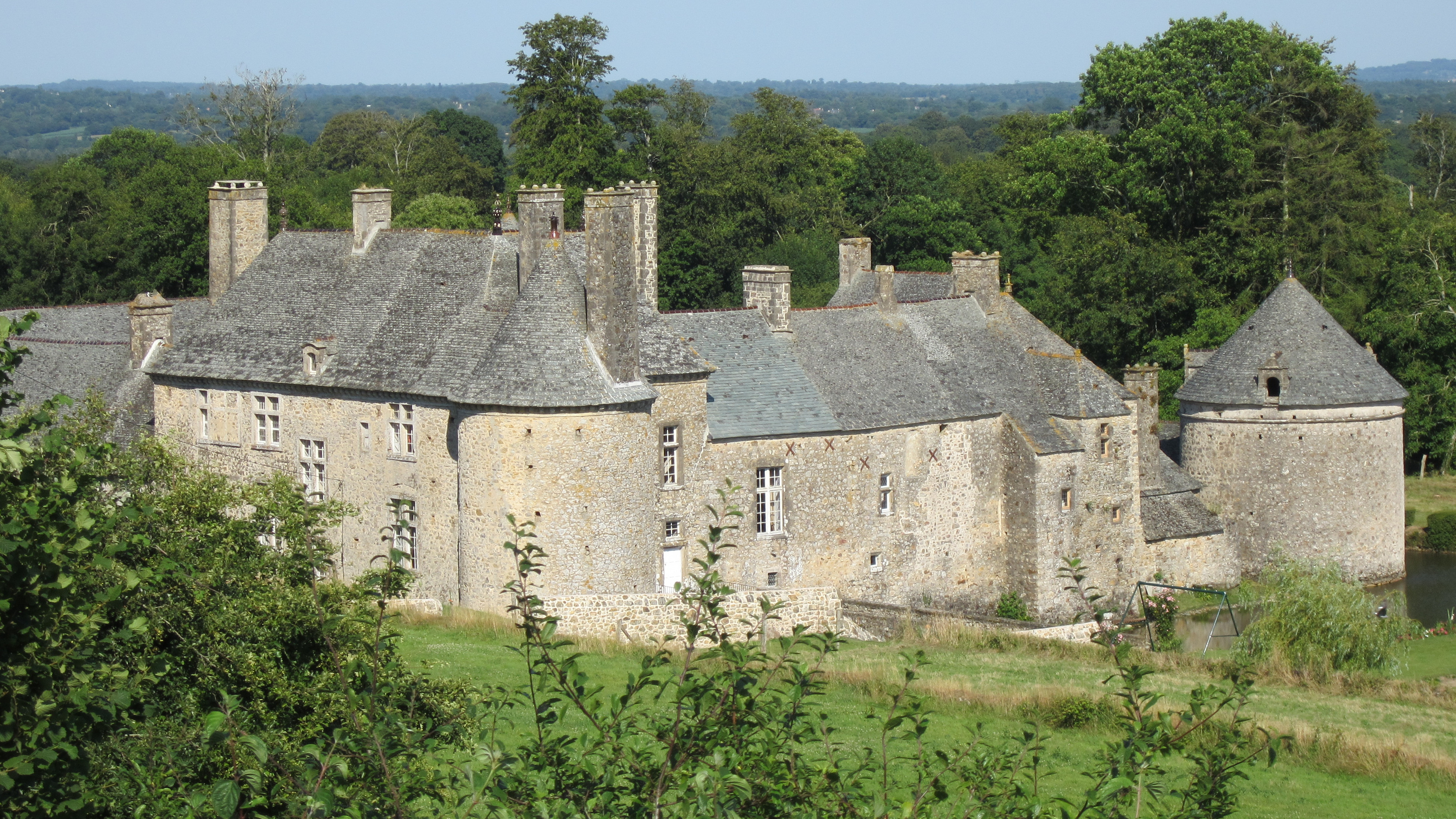
Landgoed in Saint-Martin-le-Hébert
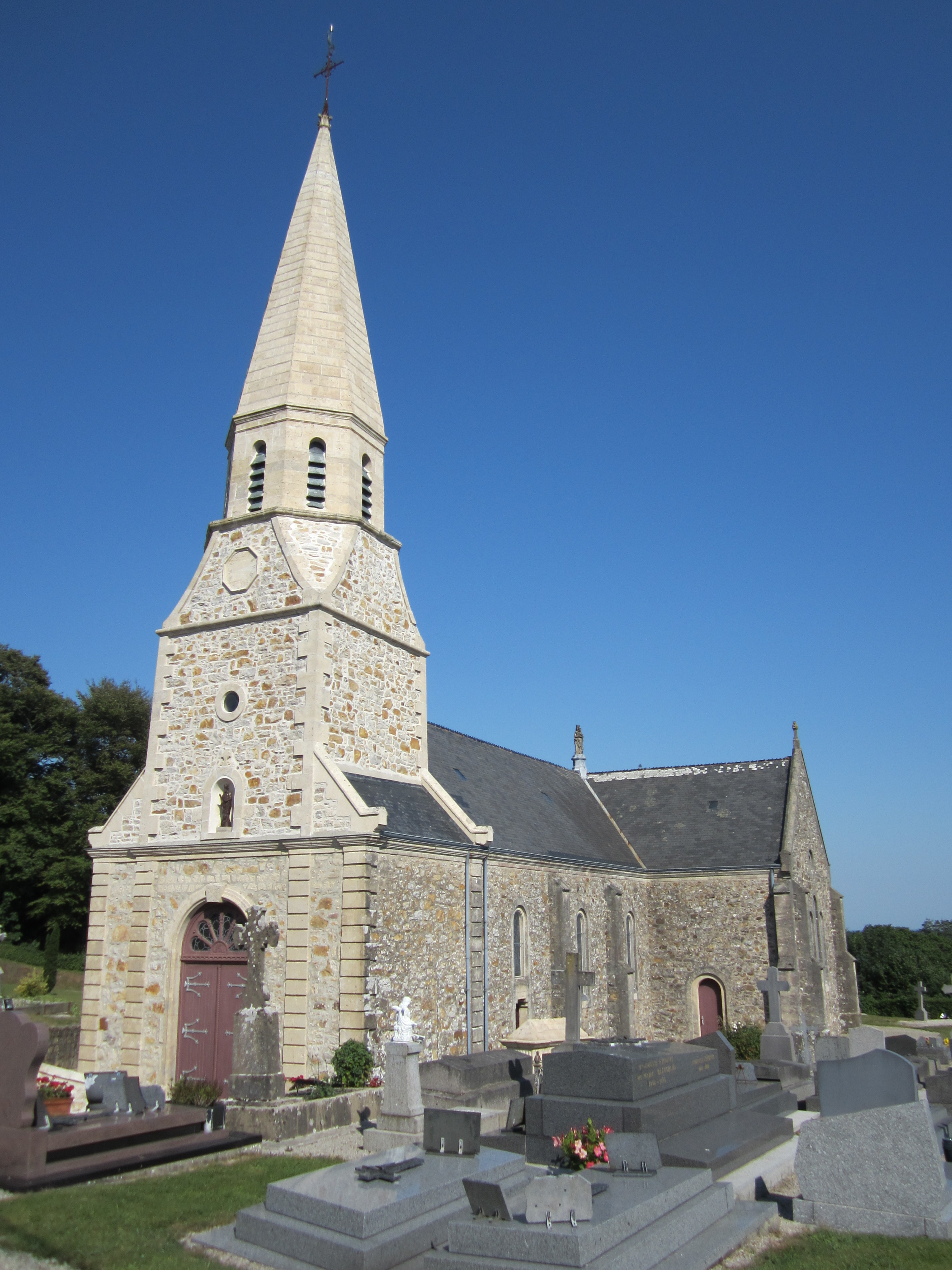
De kerk van Saint-Martin-le-Hébert

## Geografie
De oppervlakte van Saint-Martin-le-Hébert bedraagt 2,1 km², de bevolkingsdichtheid is 80,5 inwoners per km².
De onderstaande kaart toont de ligging van Saint-Martin-le-Hébert met de belangrijkste infrastructuur en aangrenzende gemeenten.

## Demografie
Onderstaande figuur toont het verloop van het inwonertal (bron: INSEE-tellingen).

Bricquebec · Les Perques · Quettetot · Saint-Martin-le-Hébert · Le Valdécie · Le Vrétot